# Nazionale maschile di hockey su ghiaccio dell'Irlanda
La nazionale di hockey su ghiaccio maschile dell'Irlanda è controllata dalla Federazione di hockey su ghiaccio dell'Irlanda, la federazione irlandese di hockey su ghiaccio, ed è la selezione che rappresenta l'Irlanda nelle competizioni internazionali di questo sport.